# Anatólio (cônsul)
Anatólio (fl. 421-451) foi um diplomata, general e cônsul do Império Bizantino. Ao longo de sua vida adquiriu alguns importantes títulos dentro do império: mestre dos soldados do Oriente (magister militum per Orientem) (434-446), cônsul (440), patrício (447-451), mestre presente dos soldados (magister militum praesentalis) (449?). O nome de Anatólio foi mencionado numa carta de João I de Antioquia de 434 além de ter recebido inscrições honoríficas em Heliópolis na Fenícia, Gérasa e Bostra na Arábia. Teve influências sobre Teodoreto, a população de Edessa e sobre o historiador Prisco de Pânio.
Esteve envolvido em meados da década de 430 com a construção de uma fortaleza em Teodosiópolis na fronteira da Armênia. Em 440 realizou algumas obras em Heliópolis e reconstruiu as muralhas de Gérasa, além de ter edificado uma basílica em Antioquia que recebeu o nome de "Basílica de Anatólio" em sua homenagem. Em 442 presenteou a igreja de Edessa com um relicário de prata contendo os ossos de Tomé, o apóstolo
Anatólio também esteve envolvido na resolução de diversos assuntos de teor bélico e/ou diplomático: envolveu-se com os assuntos dos armênios; fez um tratado de paz com os persas em 440 e os enfrentou nas fronteiras imperiais em 441; esteve envolvidos três vezes em processos diplomáticos com os hunos de Átila (443, 448, 450); aconselhou, junto de Florêncio, a não intervenção na revolta armênia contra a Pérsia no início do reinado de Marciano. Anatólio também esteve envolvido com questões religiosas: participou de várias sessões do Concílio de Calcedónia em 451 e foi considerado um membro sênior dos comissionários imperiais. Anatólio recebeu diversas correspondências (447-451) de Teodoreto de Cirro nas quais pede a ajuda do mestre dos soldados para remover as restrições impostas aos seus movimentos.